# Villanueva del Río
Villanueva del Río es una localidad de la provincia de Palencia (Castilla y León, España) que pertenece al municipio de Villoldo.

## Ubicación
La localidad se encuentra a 5 kilómetros al N de Villoldo y 6 al S de Carrión de los Condes, en la comarca de Tierra de Campos.
Se accede a través de la carretera autonómica CL-615, tomando el desvío al pueblo entre los kilómetros 30 y 31. Ese tramo de carretera tiene el código PP-9642.
El término de Villanueva del Río confina al N con el de Carrión de los Condes, al E con Lomas, al S con Villoldo y al E con Torre de los Molinos.

## Demografía
Evolución de la población en el siglo XXI
| Gráfica de evolución demográfica de Villanueva del Río entre 2000 y 2020 |
|                                                                          |
| Población de derecho (2000-2020) según el padrón municipal del INE       |

## Patrimonio

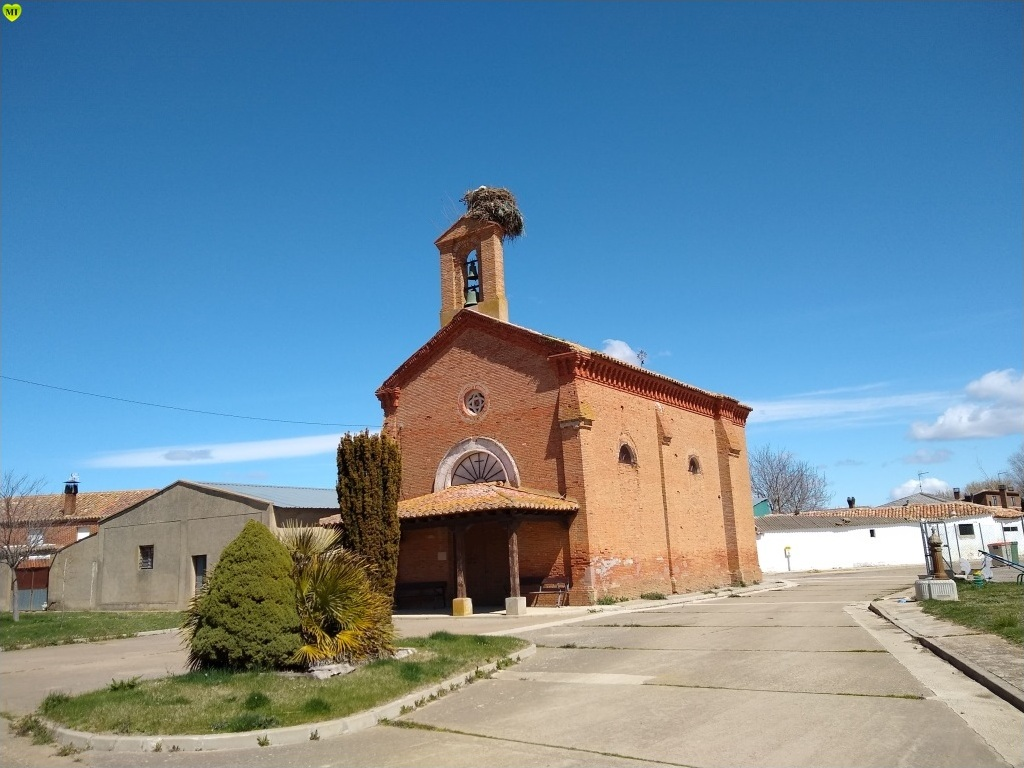
Iglesia parroquial

- Iglesia parroquialIglesia de San Juan de Ortega

## Fiestas
- Patrón San Juan de Ortega (2 y 3 de junio)
- Patrón San Miguel Arcángel (8 de mayo)